# Nguyễn Quang Dũng
Nguyễn Quang Dũng, né le 18 décembre 1978 à Hô Chi Minh-Ville, est un réalisateur vietnamien de cinéma.

## Filmographie
- 2008 : Nụ hôn thần chết (vi)
- 2009 : Giải cứu thần chết (vi)
- 2013 : Mỹ nhân kế (vi)
- 2018 : Tháng năm rực rỡ (vi)
- 2020 : Tiệc trăng máu (vi)
- 2023 : Đất rừng phương Nam (vi)